# Mihail Kadžaja
Mihail Kadžaja (ou Mikheil Kajaia, en serbe : Михаил Каджаја ; en géorgien : მიხეილ ქაჯაია ; né le 21 juillet 1989 à Tskhaltubo, en RSS de Géorgie) est un lutteur serbe et géorgien, spécialiste de lutte gréco-romaine. Il est le frère d'Iakob Kajaia.

## Carrière
Il remporte la médaille de bronze en moins de 96 kg à l'Universiade d'été de 2013
Il concourt pour la Géorgie jusqu'en 2017 avant de combattre sous les couleurs de la Serbie, dans la catégorie des moins de 97 kg .
Il obtient la médaille d'argent lors des Championnats d'Europe 2018 et la médaille de bronze aux Championnats du monde 2018, aux Jeux méditerranéens de 2018, aux Championnats du monde 2019 et aux Championnats d'Europe 2023.